# Cazadora (cómic)
Huntress (en español: Cazadora) es un personaje ficticio de DC Comics ligado al universo de Batman. La Cazadora de la Edad de Oro (1947) fue una supervillana, mientras que las Cazadoras de la Edad de Bronce (hija de Batman y Catwoman de Tierra-2) y la actual y definitiva de la Edad Moderna (vengadora de ascendencia italiana) son superheroínas.

## Caracterización

### Paula Brooks
La Cazadora de la Edad de Oro fue una supervillana cuyo nombre real era Paula Brooks, que peleó contra el superhéroe Wildcat. Su primera aparición fue en Sensation Comics N.º 68.
Posteriormente (post-Crisis) fue renombrada como Tigress en las páginas de Young All-Stars. Estas historias tuvieron lugar antes de su carrera como supervillana. En ese momento, la joven Paula Brooks era una superheroína, y luchó tanto contra los nazis como contra criminales siendo miembro del supergrupo Young All-Stars. Durante una pelea contra los nazis conocidos como Axis Amerika, Tigress fue atacada y aparentemente muerta por la Valquiria conocida como Gundra. Tras regresar a la vida, adoptó una nueva actitud que la terminó llevando a convertirse en supervillana, moviéndose de forma permanente al lado criminal y siendo una de los principales enemigos de Wildcat.

### Helena Wayne Kyle
La Cazadora de la Edad de Plata fue Helena Wayne Kyle, la hija de Batman y Catwoman y también hermana adoptiva de Dick Grayson de la tierra 2 Universo alternativo establecido en los primeros años de la década de 1960 como el mundo donde ocurrieron las historias de los héroes de la Edad de Oro.
Creada por Paul Levitz, Joe Staton y Bob Layton, apareció por primera vez en All Star Comics Nº69 de diciembre de 1977 y en DC Super-Stars Nº17, que salió el mismo mes y revelaba su origen. La mayor parte de sus historias en solitario aparecieron en números de Wonder Woman que se publicaron a principios de la década de 1980.
Helena fue entrenada por sus padres para convertirse en una excelente atleta. Después de terminar sus estudios en derecho, se unió a la firma de abogados Cranston & Grayson, uno de cuyos socios era Dick Grayson, alias Robin.
La carrera como superheroína de Helena comenzó cuando un criminal chantajeó a su madre para que volviese a ser Catwoman una vez más, acto que terminó matándola. Helena, decidiendo llevar al criminal a la justicia, creó un traje y le añadió algunas armas del equipo de sus padres (incluyendo su característica ballesta). Después de conseguirlo, Helena decidió continuar luchando contra el crimen, bajo el nombre clave de La Cazadora.
En All Star Comics Nº72, Helena se unió formalmente a la Sociedad de la Justicia de América donde hizo amistad con la superheroína Power Girl. Como miembro de la Sociedad, participó en muchos de los encuentros anuales Sociedad de la Justicia/Liga de la Justicia, muchos de los cuales tuvieron lugar en Tierra-1. Helena fue también brevemente miembro del supergrupo Infinity Inc.
Durante la miniserie de 1985 Crisis on Infinite Earths, Helena fue asesinada cuando trataba de salvar la vida de unos niños. Después de que las Crisis terminaran, la existencia de Helena Wayne, así como las de sus padres y Dick Grayson de Tierra-2, fueron retroactivamente borrados de la continuidad y en la Tierra del universo resultante ya nadie les recuerda.

#### Los Nuevos 52
Con el reinicio del Universo DC, Helena Wayne vuelve a ser la versión de Tierra 2 de la Cazadora, identidad que tomó cuando llegó procedente junto a Power Girl de Tierra 2, esta versión, toma el manto de La Cazadora, en sustitución al manto de Robin, identidad que utilizó en Tierra 2, así mismo, toma la identidad de Helena Bertinelli.

### Helena Bertinelli
Después de la miniserie de 1985, Crisis on Infinite Earths, la versión de Helena Wayne de La Cazadora fue eliminada de la continuidad. Debido a la popularidad del personaje, DC Comics introdujo una nueva versión con el mismo nombre y apariencia física, y con un traje similar, pero con una personalidad y una historia completamente distinta.
La Cazadora de la Edad Moderna es Helena Rosa Bertinelli, la hija de uno de los jefes de la mafia de Gotham. Helena fue secuestrada y violada a la edad de seis años por un agente de otra familia mafiosa (al que ella llamaba el Hombre Sonriente). Vio a sus padres morir a los 8 años, a la misma edad que Bruce Wayne. Simplemente estaba cenando con sus padres y su hermano en su casa, cuando un asesino forzó la entrada y los mató a todos, excepto a ella. La niña no entendió por qué los mataron, ni tampoco por qué mataron a su familia pero a ella no.
Sus parientes maternos se la llevaron a Europa, para protegerla. A los 15 años supo por qué habrían muerto sus padres. Su padre era Franco Bertinelli, el "Don" de las mafias de la ciudad, y su madre era María Panessa. María era a su vez la hermana de Tomaso Panessa, quien deseaba que su familia se sumara a la mafia junto con los Bertinelli, los Beretti, los Galante, los Inzerillo y los Cassamento; pero Franco no lo aceptaba ni aun luego de casarse con María.
A los 16 años volvió a la ciudad. Acudió a una reunión de las familias, y aunque fingía cortesía, sabía que alguno de todos ellos había mandado a matar a su familia. Pero eran arrogantes y poderosos y no sabía cómo combatirlos, hasta que de pronto entró Batman al lugar. Entonces decidió emplear métodos similares y creó la identidad de "La Cazadora". Así se encargó del asesino y de Steven Mandragora, que era quien había dado la orden de matar a los Bertinelli, aunque aún no sabía por qué ella fue dejada viva.
Años después supo eso también. Helena no era hija biológica de Franco Bertinelli sino de Don Cassamento, que era amante de María Panessa y tuvo relaciones con ella a espaldas de Franco. Cuando Mandragora mandó a matar a los Bertinelli, él lo organizó, viendo en ello una oportunidad de librarse de Franco y conseguir a María para él. Cuando consiguió al asesino, le dio instrucciones de matar a todos excepto a "la Hermana". Dijo eso en referencia a que María era la hermana de Tomaso Panessa, pero el asesino no era mafioso, no dominaba los códigos y lo malinterpretó. Al ver a los padres y sus dos hijos, un hermano y una hermana, asumió que la pequeña Helena era la "hermana" que le dijeron que debía permanecer viva.
Durante la saga de No Man's Land, y ante la ausencia de Batman, Helena Bertinelli asumió temporalmente la identidad de Batgirl.
Helena es una vigilante y al igual que los demás miembros de la "familia de Batman" no posee ningún poder especial, sólo es una atleta y luchadora dotada. Batman rara vez acepta a La Cazadora, en la creencia de que es demasiado impredecible y violenta. Otros de la Familia de Batman tienen otros sentimientos; por ejemplo, Nightwing tuvo un breve romance con ella y Tim Drake y ella mantienen también una buena relación profesional. A pesar de eso, Batman apadrinó a La Cazadora como miembro de la Liga de la Justicia y durante algún tiempo, fue un miembro respetado de la misma. Bajo la guía de héroes como Superman, Helena ganó confianza pero fue forzada a abandonar después de que Batman la parara para evitar que matara al villano Prometeo.
A pesar de ser un personaje distinto, DC la utiliza para hacer ocasionales homenajes a Helena Wayne. Durante una aventura, Bertinelli quedó tan impresionada con la habilidad y destreza de Flash (Jay Garrick), Hipolita y Wildcat que murmuró "Querría unirme a la Sociedad de la Justicia..." Helena es actualmente miembro de Birds of Prey. Aunque todavía es representada como propensa a la violencia excesiva, se ha convertido en un valioso miembro del equipo.

### Helena Kyle
En Catwoman N° 63, Selina Kyle tuvo una bebé, a quien llamó Helena. Su padre, Sam Bradley. Aún no se sabe si fue llamada Helena debido a alguna de las dos Cazadoras o si simplemente es una coincidencia.

## Apariciones en otros medios

### Birds of Prey
La cazadora apareció en la serie televisiva Birds of Prey. Se trataba de la segunda Cazadora, Helena Wayne, aunque fue llamada Helena Kyle, y se encargaba de la seguridad de Gotham City durante la ausencia de Batman, ausente buscando vengar la muerte de Catwoman.

### Liga de la Justicia Ilimitada
La tercera Cazadora, Helena Bertinelli, apareció en la serie Liga de la Justicia Ilimitada. Fue expulsada del grupo al intentar matar al asesino de sus padres, Steven Mandragora. The Question la ayudó en secreto a encontrarlo, pero finalmente no pudo hacerlo, al ver en el hijo de Mandragora una situación similar a la vivida por ella misma cuando sus padres fueron asesinados.
Al no mencionarse en la serie ninguna relación con Batman, ni figurar en los planes de la serie The Batman, la Cazadora consiguió evitar el Bat-Embargo que impide la aparición de personajes relacionados con Batman fuera del propio Batman en la serie de la Liga.

### Batman Beyond
Hubo planes, aunque no llegaron a concretarse, de utilizar a Helena Wayne en la serie. Pero como tal posibilidad sólo habría tenido sentido en esta serie, al incluirla en la Liga se utilizó a la otra Cazadora, Helena Bertinelli.

### Justice League Heroes
La Cazadora es un personaje secreto a desbloquear en el videojuego del 2006 Justice League Heroes.

### Batman: The Brave and the Bold
La Cazadora apareció en el episodio 16 de la serie animada Batman: The Brave and the Bold.

### Batman: Arkham City
La Cazadora es mencionada por la reportera Vicki Vale en una entrevista al Alcalde Quincy Sharp como una de los vigilantes de Gotham City, siendo los otros Creeper y Nightwing, aunque no queda del todo claro cuál de las Cazadoras es.

### Young Justice(2010)
En la serie animada Young Justice, una versión basada en la Cazadora original hace apariciones ocasionales. En esta continuidad es una mujer de ascendencia vietnamita llamada Paula Nguyen, que abandonó la vida criminal (que llevaba junto con su marido, el villano Sportsmaster) luego de quedar paralizada de la cintura para abajo y confinada a una silla de ruedas. Es además la madre de Cheshire y Artemis.

### Arrow(2012)
La Cazadora aparece con una historia un poco diferente ya que su familia no fue asesinada sino que su padre manda asesinar a su novio porque este cree que iba a denunciarlos al FBI. Helena Bertinelli se convierte en una asesina por venganza hacia su padre y quienes asesinaron a su novio. Con la ayuda de Oliver Queen se convierte en La Cazadora. Oliver desea que ésta deje de buscar venganza por medio del asesinato pero luego de un incidente con Laurel, Helena se desengaña de Oliver y vuelve a convertirse en La Cazadora vengativa y asesina, embarcándose en una cacería contra su padre, ya que se entera de que hará un trato con el FBI a cambio de una nueva identidad. Helena regresa a Ciudad Starling y utiliza a Laurel Lance como rehén para intercambiarla con el oficial Lance -padre de Laurel- por Frank. Finalmente, el intercambio se lleva a cabo pero la policía interviene y el padre de Helena resulta muerto en el fuego cruzado y Helena es capturada.

### DC Legends(Videojuego) (2016)
La Cazadora es un personaje jugable en este juego para celulares y tabletas.